# Gerhard Schroeder (Industrieller)
Gerhard Schroeder (* 12. April 1909 in Bielefeld; † 1. Mai 1963 in Wittlaer) war ein deutscher Stahlindustrieller.

## Leben
Schroeder begann an der Ludwig-Maximilians-Universität München und der Philipps-Universität Marburg Rechtswissenschaft zu studieren. Am 7. Juli 1928 wurde er im Corps Teutonia zu Marburg recipiert. Er zeichnete sich als Senior aus. Als Inaktiver wechselte er an die Westfälische Wilhelms-Universität Münster und die Friedrich-Wilhelms-Universität zu Berlin. Er bestand 1931 das Referendarexamen und wurde 1934 in Marburg zum Dr. iur. promoviert. 1934–1939 war er im Reichswirtschaftsministerium tätig, zuletzt als Regierungsrat. 1937 war er Generalsekretär beim Reichskommissariat für die Weltfachausstellung Paris 1937. 1939 erhielt er Prokura der Klöckner Werke in Duisburg. 1941–1944 war er in Kneuttingen Direktor des Lothringer Hütten- und Bergwerksvereins, den Peter Klöckner gegründet hatte. Seit 1945 in der Hauptverwaltung der Klöckner Werke AG in Duisburg, wurde er 1951 in den Vorstand der Nordwestdeutschen Hütten- und Bergwerksverein AG in Duisburg berufen. Ab 1954 war er auch Vorsitzender der Wirtschaftsvereinigung Eisen- und Stahlindustrie in Düsseldorf. Verheiratet war er seit 1938 mit Inge geb. Lohmann. Der Ehe entstammen vier Söhne.

## Veröffentlichungen
- Die zukünftige Eisen- und Stahlversorgung. Deutsche Industrieverlags-Gesellschaft, Köln 1956.